# Troje do tanga
Troje do tanga (ang. Three to Tango) – amerykańska komedia romantyczna z 1999 roku. Reżyserem filmu jest Damon Santostefano.

## Fabuła
Młody biznesmen, Charles Newman, przez pomyłkę bierze swojego partnera w interesach, Oscara Novaka, za homoseksualistę i prosi go, aby miał oko na jego piękną przyjaciółkę Amy. Dla Oscara jest to miłość od pierwszego wejrzenia. Jednak informacje o jego upodobaniach rozchodzą się bardzo szybko, więc wkrótce w rzeczywistości heteroseksualny Oscar, zostaje najbardziej znanym gejem w Chicago.

## Obsada
- Matthew Perry jako Oscar Novak
- Neve Campbell jako Amy Post
- Dylan McDermott jako Charles Newman
- Oliver Platt jako Peter Steinberg